# لهجافتة بوكدور (لهحافنة)
لهجافتة بوكدور هو دُوَّار يقع بجماعة عين الدفالي، إقليم سيدي قاسم، جهة الرباط سلا القنيطرة في المملكة المغربية. ينتمي الدوّار لمشيخة لهحافنة التي تضم 7 دواوير. يقدر عدد سكانه بـ 1043 نسمة حسب الإحصاء الرسمي للسكان والسكنى لسنة 2004.

## روابط خارجية
- البوابة الوطنية للجماعات الترابية نسخة محفوظة 12 مارس 2018 على موقع واي باك مشين.
- المندوبية السامية للتخطيط